# Vereinigung von Gläubigen
Unter einer Vereinigung von Gläubigen (lateinisch consociatio christifidelium) versteht das Kanonische Recht gemäß Codex Iuris Canonici (CIC) von 1983 die Möglichkeit, Personenvereinigungen innerhalb der römisch-katholischen Kirche zu bilden, die je nach ihrer Eigenart als freie Zusammenschlüsse oder als kirchlich anerkannte Vereine unter bestimmten Voraussetzungen auch die kirchliche Rechtsfähigkeit erlangen können.

## Rechtsstatut
Es handelt sich um Zusammenschlüsse von katholischen, unter Umständen auch nichtkatholischen Christen innerhalb der römisch-katholischen Kirche mit gemeinsamer Zielsetzung. Die Statuten der Vereinigungen müssen in bestimmten Fällen durch den Ortsordinarius geprüft und anerkannt werden. Nähere Ausführungen über die Errichtung einer Vereinigung von Gläubigen finden sich in den Canones 215 f. und den Canones 298–329 im CIC/1983.

„Den Gläubigen ist es unbenommen, Vereinigungen für Zwecke der Caritas oder der Frömmigkeit oder zur Förderung der christlichen Berufung in der Welt frei zu gründen und zu leiten und Versammlungen abzuhalten, um diese Zwecke gemeinsam zu verfolgen.“

Man spricht bei der Bestimmung des Canon 215 CIC/1983 auch vom Koalitionsrecht der katholischen Laien. Diese Bezeichnung ist insoweit irreführend, als dieses Recht auch Klerikern offensteht (Can. 298 §1 CIC), die an solchen Vereinigungen ohne wesentliche Einschränkungen mitwirken können und sie im Fall sogenannter „klerikaler Vereine“ sogar maßgeblich und in Ausübung ihrer Weihevollmachten leiten (Can. 302 CIC).
Öffentlich werden kirchliche Vereine genannt, wenn sie „von der zuständigen kirchlichen Autorität errichtet werden“ (Can. 301 § 3 CIC).
Wenn in einer Vereinigung „Mitglieder in der Welt am Geiste eines Ordensinstitutes teilhaben“, spricht man von einem Drittorden (Can. 303 CIC).

## Geschichte
Das im CIC von 1917 erwähnte Rechtskonstrukt der Pia unio (lateinisch ‚fromme Vereinigung‘) war einer der rechtlichen Vorgänger der heutigen Vereinigung von Gläubigen. Im Rahmen der Novellierung des CIC von 1983 wurden alle Möglichkeiten, die das Kanonische Recht für die Organisation von Laien vorsieht, umfassend reformiert und vereinfacht. Die Pia unio ist in ihrem rechtlichen Charakter wesentlich diffiziler, aber auch privilegierter. So konnte beispielsweise gemäß Canon 708 CIC/17 eine Pia unio für den diözesanen Bereich nur durch den Ortsordinarius errichtet werden und entsprach damit den heute als „öffentliche kirchliche Vereine“ bezeichneten Zusammenschlüssen, die von der kirchlichen Autorität errichtet werden.
Alle Errichtungen einer Pia unio, die nach altem Recht bis zur Novellierung des CIC im Jahr 1983 erfolgt sind, haben weiterhin Rechtsgültigkeit. Das Kirchenrecht sieht nicht vor, dass ältere Rechtsformen angepasst werden müssen. Alte Gründungen existieren somit als Pia unio fort und behalten grundsätzlich auch die im CIC von 1917 festgelegten Privilegien, soweit sie nicht durch Überleitungsvorschriften zum neuen Kodex beseitigt wurden.